# Черен триъгълник
Черен триъгълник или Черни триъгълници е името на клас неидентифицирани летящи обекти с определени общи характеристики. Те са наблюдавани от 40-те години на ХХ век (вероятно и по-рано) до днес. Най-често се появяват над градове в САЩ и Англия, но и над други части на света, като масовото наблюдение над Санкт Петербург, Русия на 19 февруари 1997.

## Характеристики
В съответствие с името им тези неидентифицирани летящи обекти се характеризират с триъгълна (обикновено равностранна) форма и масивно черен цвят. Способни са да стоят неподвижно на едно място във въздуха и да се преместват с изключително голяма скорост от една позиция в друга .
Обикновено не издават никакъв звук, но някои очевидци разказват за съвсем леко жужене . Често пъти имат светлини в средата на триъгълника или близо до върховете му.

## Известни наблюдения
- 27 декември 1980 - близо до американска военна база сред гората Рендълшам, Съфолк, Англия.
- 12 март 1990 - нощни наблюдения в Москва.
- 30 март 1990 - жителите на белгийския град Брюксел наблюдават в продължение на няколко минути черен триъгълник. Подобни наблюдения зачестяват над цяла Белгия между 1989 и 1991.

## Възможни обяснения
Черните триъгълници са обект на множество спекулации в уфологията и в различни теории на конспирацията. За тях са изказани и немалко по-сдържани и скептични хипотези. Част от обясненията включват:
- Летателни апарати с извънземен произход.
- Неразпознати конвенционални самолети.
- Експериментални военни апарати, като първоначално секретните бомбардировачи B-2 и F-117.
- Психологически феномени, дължащи се на слухове и информация за предишни наблюдения.

## Черните триъгълници в изкуството
Черни триъгълници се появяват в редица художествени произведения. Те присъстват в няколко епизода на телевизионния сериал Досиетата Х.